# 국왕-황제
국왕-황제 또는 여왕-여제는 한 영토의 왕이나 여왕이자 다른 영토의 황제나 여제인 주권 통치자이다. 이 칭호는 일반적으로 왕실과 황실의 합병에서 비롯되지만, 두 영토를 정치적, 문화적, 지위뿐만 아니라 (황제가 왕보다 높은 계급임) 서로 다른 것으로 인정한다. 또한 제국을 획득하거나 그 반대의 경우에도 왕의 황실 지위를 나타낸다.
이중 칭호는 주권자의 이중적인 역할을 의미하지만, 통치자의 권위를 향상시키기 위해 만들어질 수도 있다. 그러나 두 경우 모두 통치의 통합이 단순히 한 국가가 다른 국가에 의해 삼켜지는 합병의 사례가 아니라 통일과 거의 동등한 지위를 가진다는 것을 보여준다. 그러나 영국 군주제의 경우, 황제가 왕보다 계급이 높다는 제안은 "황제-왕" 또는 "여제-여왕"라는 칭호 대신 "왕-황제" 또는 "여왕-여제"라는 칭호를 만들어 회피되었다.

## 동양

### 대한제국
1897년 10월 12일 오전 2시, 대한제국 고종이 환구단에서 하늘에 제사를 올리고 즉위하여 새로 만든 대한국지보를 받고, 12장 관을 쓰고, 황제임을 선포함과 동시에 연호를 광무로 바꾸었다. 10월 14일 조선왕조는 국호를 대한제국으로 바꾸고 만방에 이를 알리었다. 11월 20일, 독립협회가 건립한 대한독립의 상징인 독립문이 공식적으로 완공됐다. 1907년 헤이그 특사를 구실로 일본 제국주의에 의해 황태자 대한제국 순종에게 제위를 물려주게 되었다. 1909년 10월 26일 항일의용군 중장 안중근이 하얼빈 기차역에서 이토 히로부미를 총으로 저격하였다. 같은 해 12월 22일 이완용 내각총리대신도 칼에 찔려 중상을 입었다. 1910년 8월 22일 일본은 을사오적인 이완용과 '을사늑약'을 체결했고, 한반도는 일본에 강점됐다. 역대 대한제국의 황제와 황후에 대한 자세한 내용은 아래 표와 같다.
| 대한 황제     | 재위기간                           | 배우자                                                                         |
| ------------- | ---------------------------------- | ------------------------------------------------------------------------------ |
| 대한제국 고종 | 1897년 10월 12일 — 1907년 7월 20일 | 명성황후 순헌황귀비(황후는 아니었지만 명성황후 사후 사실상 황후나 다름없었다.) |
| 대한제국 순종 | 1907년 7월 20일— 1910년 8월 29일   | 순명효황후 순정효황후                                                          |

## 서양

### 브라질 제국
1826년 포르투갈 왕국의 국왕인 아버지 주앙 6세가 사망하매, 브라질 제국의 황제 페드루 1세가 약 2개월간 포르투갈 왕국의 국왕도 일시 겸하기도하였다. 하지만 1831년 페드루 1세가 정치적인 문제로 인해 본국으로 돌아가게 되면서, 당시 황태자인 페드루 2세가 5살인 관계로 초기에는 섭정에게 통치를 맡겼고, 1841년에야 친정하게 되었다. 즉위 후 현명한 정책으로 브라질 발전의 기틀을 닦았다. 그러나 통치 기간이 길어지면서 사회적 모순이 불거졌고 차츰 국민의 인기를 잃었다. 역대 브라질 황제와 브라질 황후는 아래 표에 나와 있다.
| 브라질 황제 | 재위기간                          | 배우자                                                                   |
| ----------- | --------------------------------- | ------------------------------------------------------------------------ |
| 페드루 1세  | 1822년 10월 12일 — 1831년 4월 7일 | 마리아 레오폴디네 폰 외스터라이히 여대공 아멜리아 드 로이히텐베르크 공녀 |
| 페드루 2세  | 1831년 4월 7일 — 1889년 11월 15일 | 테레사 크리스티나 디 보르보네두에시칠리에 왕녀                           |

### 오스트리아-헝가리 제국
1867년 2월, 헝가리 왕국의 국왕인 프란츠 요제프 1세가 오스트리아-헝가리 제국을 세웠다. 1914년 보스니아 헤르체고비나의 수도 사라예보에서 그의 조카인 오스트리아의 황태자 프란츠 페르디난트 폰 외스터라이히에스테 대공과 그의 첩인 조피 초테크 폰 호헨베르크 여공작이 암살 되었다. 카를 1세는 프란츠 요제프 1세가 1916년 11월 21일 사망한 후 황제가 되었다. 1918년 11월 11일, 독일-오스트리아 공화국이 수립되었고 카를 1세는 비엔나를 떠나야 했다. 그는 1919년 3월 스위스로 망명했고, 4월 오스트리아 의회는 카를 1세의 왕좌를 폐지한다고 발표했다. 오스트리아-헝가리 황제와 오스트리아-헝가리 황후는 아래 표에 자세히 설명되어 있다.
| 오스트리아-헝가리 황제 | 재위기간                            | 배우자                        |
| ---------------------- | ----------------------------------- | ----------------------------- |
| 프란츠 요제프 1세      | 1867년 6월 8일 — 1916년 11월 21일   | 엘리자베트 인 바이에른 여공작 |
| 카를 1세               | 1916년 11월 21일 — 1918년 11월 11일 | 부르봉파르마의 치타           |

### 독일 제국
1871년 1월 18일, 프로이센 왕국의 승리로 프랑스-프로이센 전쟁이 끝나자, 프로이센의 빌헬름 1세는 프랑스 베르사유 궁전 거울의 방에서 독일 황제로 즉위했고, 독일 제국은 1918년 11월 28일, 제1차 세계 대전에서 독일 제국이 패배 하면서 독일 황제이자 프로이센 국왕인 빌헬름 2세가 퇴위하고 독일 제국은 멸망했다. 역대 독일 황제와 독일 황후의 세부 사항은 아래 표에 나와 있다.
| 독일 황제      | 재위기간                           | 배우자                                         |
| -------------- | ---------------------------------- | ---------------------------------------------- |
| 빌헬름 1세     | 1871년 1월 18일 — 1888년 3월 9일   | 아우구스타 폰 작센바이마르아이제나흐 대공녀    |
| 프리드리히 3세 | 1888년 3월 9일 — 1888년 6월 15일   | 프린세스 로열 빅토리아                         |
| 빌헬름 2세     | 1888년 6월 15일 — 1918년 11월 28일 | 아우구스테 빅토리아 폰 슐레스비히홀슈타인 공녀 |

### 영국령 인도
1858년 인도의 민족 봉기가 영국에 의해 진압 되자 동인도회사 소속의 인도는 영국 정부에 넘겨졌다. 1876년 빅토리아 여왕은 영국 정부로부터 인도 여제라는 칭호를 받았다. 1947년 인도와 파키스탄의 분할로 영국령 인도는 종식되었고, 인도 황제라는 칭호도 폐지되었다. 영국의 국왕과 인도의 황제의 칭호는 "국왕-황제"(영어:King-Emperor), 영국의 여왕과 인도의 여제의 칭호는 "여왕-여제"(Queen-Empress)이며 배우자는 "왕후-황후"(Queen-Empress)이다. 역대 인도 황제와 그 배우자의 세부 사항은 다음 표에 나와 있다.
| 인도 황제     | 재위기간                           | 배우자                  |
| ------------- | ---------------------------------- | ----------------------- |
| 빅토리아 여왕 | 1876년 5월 1일 — 1901년 1월 22일   | 영국 여왕 부군 앨버트   |
| 에드워드 7세  | 1901년 1월 22일 — 1910년 5월 6일   | 덴마크의 알렉산드라     |
| 조지 5세      | 1910년 5월 6일 — 1936년 1월 20일   | 테크의 메리             |
| 에드워드 8세  | 1936년 1월 20일 — 1936년 12월 11일 | 월리스 심프슨           |
| 조지 6세      | 1936년 12월 11일 — 1952년 2월 6일  | 엘리자베스 보우스라이언 |

## 같이 보기
- 제왕